# エステール・サン・ミゲル
エステール・サン・ミゲル（Esther San Miguel Busto 1975年3月5日 - ）は、スペインのブルゴス出身の柔道選手。階級は78kg級。身長174cm。

## 人物
1992年から2年連続してヨーロッパジュニア72kg級で3位になった。1998年のヨーロッパ選手権78kg級では優勝した。1999年のユニバーシアードで3位になると、世界選手権では7位になった。2000年のシドニーオリンピックでは2回戦で敗れた。2001年の世界選手権では7位だったが、賞金大会のグランプリ・セビリアでは3位となった。2003年の世界選手権では準決勝で阿武教子に敗れるも銅メダルを獲得した。2004年のヨーロッパ選手権では3位だったが、アテネオリンピックでは初戦で敗れた。2005年の地中海競技大会では優勝を飾った。2006年から3年連続してヨーロッパ選手権で3位となった。2008年の北京オリンピックでは5位に終わりメダルを獲得できなかった。2009年のヨーロッパ選手権では優勝するも、世界選手権では5位だった。

## 主な戦績
- 1991年 - ヨーロッパユースオリンピックフェスティバル　66kg級　2位

72kg級での戦績
- 1992年 - ヨーロッパジュニア　3位
- 1993年 - ヨーロッパジュニア　3位

78kg級での戦績
- 1998年 - ヨーロッパ選手権　優勝
- 1999年 - ユニバーシアード　3位
- 1999年 - 世界選手権　7位
- 2001年 - 世界選手権　7位
- 2001年 - グランプリ・セビリア　3位
- 2003年 - ドイツ国際　3位
- 2003年 - オランダ国際　優勝
- 2003年 - 世界選手権　3位
- 2004年 - ロシア国際　3位
- 2004年 - ヨーロッパ選手権　3位
- 2005年 - ドイツ国際　3位
- 2005年 - 地中海競技大会　優勝
- 2006年 - ヨーロッパ選手権　3位
- 2007年 - ヨーロッパ選手権　3位
- 2007年 - ポルトガル国際　優勝
- 2008年 - ヨーロッパ選手権　3位
- 2008年 - ルーマニア国際　優勝
- 2008年 - 北京オリンピック　5位
- 2009年 - ワールドカップ・プラハ　優勝
- 2009年 - ヨーロッパ選手権　優勝
- 2009年 - 世界選手権　5位
- 2009年 - グランプリ・アブダビ　3位